# Alan Carr: Chatty Man
Alan Carr: Chatty Man (ook wel gewoon Chatty Man genoemd) was een Britse comedytalkshow gepresenteerd door komiek Alan Carr. De show bevatte interviews met beroemde gasten, sketches, actuele gesprekken en muziek. In 2013 won Carr een BAFTA voor Beste Entertainmentprestatie.
De show werd eind mei 2009 voor het eerst uitgezonden in twee pilotafleveringen. De show bleek populair bij het publiek en werd besteld voor een volledige serie, die 16 seizoenen liep van 2009 tot 2016. De eerste aflevering trok in totaal 2,15 miljoen kijkers. Tot dan heeft de show 16 seizoenen en 181 afleveringen uitgezonden. Het elfde seizoen bestond uit 18 afleveringen, waarmee het de langste serie tot nu toe is. Een nieuwe serie ging van start op 30 augustus 2013. In 2013 tekende Carr een contractverlenging van twee jaar met Channel 4 voor £ 4 miljoen. Het zestiende en laatste seizoen liep van 3 maart tot en met 5 mei 2016.
In continentaal Europa en Scandinavië werd Alan Carr: Chatty Man een week later dan in het Verenigd Koninkrijk uitgezonden op BBC Entertainment. Oude afleveringen werden tussen 2012 en 2013 uitgezonden op 4Music. De show keerde terug met een kerstspecial in december 2017.